# Байгузинское месторождение глауконитовых песков
Байгузинское месторождение глауконитовых песков — месторождение минеральных красок в Байгузинском сельсовете Ишимбайского района в 9 км восточнее г. Ишимбай на правом берегу реки Тайрук, рядом с селом Байгузино. Разведано для использования в качестве сырья в производстве красок защитно-зеленого цвета. Байгузинское месторождение открыто в 1943 году. Не разрабатывается.
Представляет собой мелкое (около 90 тыс. т) месторождение глауконитов — слоистых низкотемпературных магнезиально-железистых гидрослюд (водный алюмосиликат калия, магния и железа). Встречаются глаукониты в виде округлых микроагрегатных зерен размером 0,01—0,8 мм (глауконитовые пески).
Среднее содержание глауконита в Байгузинском месторождении 35-40 %. Полезная толща представлена мелкозернистыми желтовато-зелеными, зелеными и темно-зелеными песками. Длина разведанной части линзообразной залежи 200 м, средняя ширина её 35 м, средняя мощность — 6,7 м. Пески тонкозернистые, при сухом обогащении пригодны как сырье для производства зеленых пигментов. Запасы глауконитовых песков по категории С1 — 90 тыс. т. Перспектив прироста запасов нет.